# Dimeatus
Dimeatus är ett släkte av sjöpungar. Dimeatus ingår i familjen Dimeatidae.
Dimeatus är enda släktet i familjen Dimeatidae.
Kladogram enligt Catalogue of Life:
| Dimeatus | \| \| Dimeatus attenuatus \| \| \| \| \| \| Dimeatus mirus \| \| \| \| |
|          | \| \| Dimeatus attenuatus \| \| \| \| \| \| Dimeatus mirus \| \| \| \| |
|          | Dimeatus attenuatus                                                    |
|          |                                                                        |
|          | Dimeatus mirus                                                         |
|          |                                                                        |